# 幸森軍也
幸森 軍也（こうもり いくや、1961年12月21日 - ）は、日本の著作家、評論家。

## 略歴
兵庫県生まれ。関西大学商学部卒業。1983年から1988年まで、筒井康隆のファンクラブ「日本筒井党」の会長だった。
1989年、株式会社ダイナミックプロダクションに入社、のち部長。1992年 『げんまん』（野性時代）で小説家デビュー。株式会社ディーアーク取締役。電子書籍の配信サイトを運営。
2014年時点で、(株)ダイナミックプロダクション顧問、専修大学文学部兼任講師（2008年から）、大阪芸術大学客員教授、NPO法人マンガサミット運営本部理事（2013年から）、公益社団法人日本漫画家協会著作権部。

## 著書
- 『「パソコンOL」養成講座』扶桑社 1996年
- 『ゼロから始める電子メール 決定版!』(世紀末サバイバル実用book)メディアファクトリー 1999年
- 『そして、またひとり…』角川ホラー文庫 1999年
- 『あなたの待つ場所』角川ホラー文庫 2001年
- 『マンガ大戦争1945～1980』講談社 2010年
- 『ゼロの肖像 「トキワ荘」から生まれたアニメ会社の物語』鈴木伸一監修・装画 講談社 2012年

### 共著
- 『ゼウス コミックギリシャ神話黎明編』 (徳間描き下しコミック叢書）脚本（風忍画） 徳間書店 1996年
- 『先生のためのパソコントラブルクイック対応集』（鈴木歩己共著） 毎日コミュニケーションズ 2001年
- 『夜の戦士 信玄の忍び』脚色（池波正太郎原作、岡村賢二作画） リイド社（『コミック乱ツインズ』連載、SPコミックス） 2015年 - 2016年